# Distretto di Macanga
Il distretto di Macanga è un distretto del Mozambico, facente parte della Provincia di Tete.

## Suddivisioni amministrative
Il distretto è suddiviso in due sottodistretti amministrativi (posti amministrativi):
- Furancungo
- Chidzolomondo